# Paula Pequeno
Paula Renata Marques Pequeno est une joueuse brésilienne de volley-ball née le 22 janvier 1982 à Brasilia. Elle mesure 1,85 m et joue au poste de réceptionneuse-attaquante. Elle totalise 116 sélections en équipe du Brésil.

## Biographie
Avec l'équipe du Brésil de volley-ball féminin, elle est médaillée d'or olympique en 2008 à Pékin et en 2012 à Londres.

## Clubs
| Club                  | De        | À         |
| --------------------- | --------- | --------- |
| ASBAC                 | 1994-1995 | 1996-1997 |
| Leites Nestlé         | 1997-1998 | 1997-1998 |
| Dayvit                | 1998-1999 | 1998-1999 |
| Osasco Voleibol Clube | 1999-2000 | 2008-2009 |
| Zaretchie Odintsovo   | 2009-2010 | 2009-2010 |
| Vôlei Futuro          | 2010-2011 | 2011-2012 |
| Fenerbahçe İstanbul   | 2012-2013 | 2012-2013 |
| Brasília Vôlei        | 2013-2014 | 2016-2017 |
| Vôlei Bauru           | 2017-2018 | 2017-2018 |
| Osasco Voleibol Clube | 2018-2019 | 2018-2019 |

## Palmarès

### Équipe nationale
- Jeux Olympiques
  -  2008 à Pékin.
  -  2012 à Londres.
- Championnat du monde
  - Finaliste : 2006.
- Coupe du monde
  - Finaliste : 2003, 2007.
- Grand Prix Mondial
  - Vainqueur : 2005, 2008.
  - Finaliste : 2010, 2012.
- World Grand Champions Cup
  - Finaliste : 2009.
- Championnat d'Amérique du Sud
  - Vainqueur : 2003, 2007, 2009.
- Coupe panaméricaine 
  - Vainqueur : 2009, 2011.
- Jeux Panaméricains
  - Vainqueur : 2011.
  - Finaliste : 2007.
- Championnat d'Amérique du Sud  des moins de 20 ans
  - Vainqueur : 2000.
- Championnat du monde des moins de 20 ans
  - Vainqueur : 2001.

### Clubs
- Coupe de la CEV
  - Finaliste :2013.
- Championnat du Brésil
  - Vainqueur : 2003, 2004, 2005.
  - Finaliste  : 1998, 2002, 2006, 2007, 2008, 2009,
- Coupe du Brésil
  - Vainqueur :2008.
  - Finaliste  : 2007.
- Championnat de Russie
  - Vainqueur : 2010.
- Coupe de Russie
  - Finaliste : 2009.
- Supercoupe du Brésil
  - Finaliste : 2018.

### Distinctions individuelles
- Championnat d'Amérique du Sud féminin de volley-ball des moins de 20 ans 2000: Meilleure attaquante.
- Grand Prix Mondial de volley-ball 2005: MVP.
- Championnat d'Amérique du Sud de volley-ball féminin 2007: MVP.
- Jeux olympiques d'été de 2008: MVP.

### Télévision
- 2019: Power Couple Brasil 4
- 2020: Troca de Esposas 2